# 小野三千麿
小野 三千麿（おの みちまろ、1897年（明治30年）5月22日 - 1956年（昭和31年）2月2日）は、日本の野球選手（投手）、新聞記者。都市対抗野球大会の「小野賞」にその名を残している。谷口五郎、湯浅禎夫とともに「大正三大投手」の一人に挙げられる。

## 人物・来歴
神奈川県出身。神奈川師範学校（のちの横浜国立大学）から慶應義塾大学に進み、その後慶大OBを中心としたクラブチームである「三田倶楽部」に所属。「至妙なコントロールを持つ剛球と、懸河の如きドロップ」と評された投球でエースとなる。
1919年（大正8年）秋の四大学リーグの慶法1回戦（10月15日）と慶明2回戦（10月18日）で2試合連続ノーヒットノーランの偉業を達成した。
1922年（大正11年）に来日したメジャー・リーグ選抜チーム相手に白星を挙げ、日本人初の「日米野球勝利投手」となった。
その後、天勝野球団のコーチを経てセミプロチーム「大毎野球団」に所属。このチームは現在の千葉ロッテマリーンズの前身球団である大毎オリオンズとは異なり、大阪毎日新聞の社員たちが集められて結成されたチームである。昭和初期は野球といえば学生野球が主流であり、職業野球は「商売人野球」として蔑まれていた時代でもあり、大阪毎日新聞もこのチームがプロではないことをさかんにアピールしていた。
1927年（昭和2年）に毎日新聞社が都市対抗野球大会をスタートさせると、大毎野球団の存在意義は薄れ、チームは自然消滅。小野は新聞記者として活動することになり、社会人野球や学生野球の取材を主に行った。
1949年（昭和24年）、戦後のアマ野球界に大きな衝撃が走ることとなる出来事が起きる。プロ野球チームが従来の8球団から一気に15球団に膨れ上がり、選手の数が足りないことから、アマチュアから有力選手の乱獲が横行したのだった。そのため、当時は社会人野球唯一の全国大会であり、全国の注目を集める都市対抗野球大会のレベル低下を懸念した大会本部は何とかレベルの維持を図りたいと考えた。そこで小野が出したのが、「都市の代表≒地区の代表」であるから、予選で涙を飲んだチームから選手を補強し、「その地区で選りすぐったチーム」を本戦に出そうというアイディアである。これが補強制度である。これにより、チームとしては本戦まで進めないが、個人としては優れた能力を有する選手が本戦に出場するチームに補強されて桧舞台に立つことができ、またチームとしても弱点を他チームの選手の力を借りて補うことができるようになった。
小野はアマチュア野球振興のために生涯を捧げ、1956年（昭和31年）にこの世を去った。58歳。都市対抗野球大会では小野の功績を称えるために、その大会を盛り上げたチーム、選手、指導者を表彰する「小野賞」を設け、小野の死去直後の第27回大会から贈呈を行っている。
その死後3年が経った1959年（昭和34年）、特別表彰として野球殿堂入りが決まった。

## 関連記事
- 都市対抗野球大会
- 尾上菊五郎 (6代目)
- 小西得郎
- 新田恭一

## 外部サイト
- 殿堂者詳細情報－小野三千麿（公益財団法人野球殿堂博物館）